# Mamadou Tall
Mamadou Tall (ur. 4 grudnia 1982 w Attecoube) – burkiński piłkarz grający na pozycji środkowego obrońcy.

## Kariera klubowa
Karierę piłkarską Tall rozpoczął w klubie Étoile Filante Wagadugu ze stolicy kraju Wagadugu. W 1999 roku zadebiutował w jego barwach w burkińskiej ekstraklasie i grał w niej przez 2 lata. W latach 2000 i 2001 zdobył Puchar Burkiny Faso, a w 2001 roku wywalczył też mistrzostwo Burkiny Faso.
W połowie 2001 roku Tall odszedł do tureckiego Bursasporu, ale rozegrał w nim tylko 2 spotkania w tureckiej lidze. W 2002 roku odszedł do tunezyjskiego Club Sportif Sfaxien. W 2003 roku zdobył z nim Puchar Ligi Tunezyjskiej. Z kolei jesienią 2003 grał w luksemburskim CS Grevenmacher.
Na początku 2004 roku Tall wrócił do Étoile Filante Wagadugu. Po pół roku gry w tym klubie odszedł do algierskiej drużyny USM Blida. Tam grał przez 3 lata, ale nie osiągnął większych sukcesów. W latach 2007–2008 był piłkarzem marokańskiego Wydadu Casablanca.
W 2008 roku Tall podpisał kontrakt z portugalskim União Leiria, gdzie gra z rodakami: Saïdou Panandétiguirim i Issoufem Ouattarą. W 2009 roku wywalczył z Leirią awans z drugiej do pierwszej ligi. W sezonie 2011/2012 grał w irańskim Persepolis FC, a w 2013 występował w rodzimym klubie Santos FC.
| Sezon   | Klub                    | Kraj         | Rozgrywki              | Mecze | Bramki |
| ------- | ----------------------- | ------------ | ---------------------- | ----- | ------ |
| 1999/00 | Étoile Filante Wagadugu | Burkina Faso | Superdivision          | ?     | ?      |
| 2000/01 | Étoile Filante Wagadugu | Burkina Faso | Superdivision          | ?     | ?      |
| 2001/02 | Bursaspor               | Turcja       | Süper Lig              | 2     | 0      |
| 2002/03 | CS Sfaxien              | Tunezja      | Championnat de Tunisie | ?     | ?      |
| 2003/04 | CS Grevenmacher         | Luksemburg   | Nationaldivisioun      | ?     | ?      |
| 2003/04 | Étoile Filante Wagadugu | Burkina Faso | Superdivision          | ?     | ?      |
| 2004/05 | USM Blida               | Algieria     | Championnat National   | 14    | 0      |
| 2005/06 | USM Blida               | Algieria     | Championnat National   | 22    | 2      |
| 2006/07 | USM Blida               | Algieria     | Championnat National   | 18    | 0      |
| 2007/08 | Wydad Casablanca        | Maroko       | GNF 1                  | ?     | ?      |
| 2008/09 | União Leiria            | Portugalia   | Liga de Honra          | 18    | 1      |
| 2009/10 | União Leiria            | Portugalia   | Primeira Liga          | 11    | 0      |
| 2010/11 | União Leiria            | Portugalia   | Primeira Liga          | 18    | 1      |
| 2011/12 | Persepolis FC           | Iran         | Iran Pro League        | 9     | 0      |
| 2013    | Santos FC               | Burkina Faso | Superdivision          | ?     | ?      |

## Kariera reprezentacyjna
W reprezentacji Burkiny Faso Tall zadebiutował w 2000 roku. W 2002 roku został powołany do kadry na Puchar Narodów Afryki 2002, a w 2010 roku na Puchar Narodów Afryki 2010.